# Rio São Jerônimo
Rio São Jerônimo är ett vattendrag i Brasilien.   Det ligger i delstaten Paraná, i den södra delen av landet, 900 km söder om huvudstaden Brasília.
Omgivningarna runt Rio São Jerônimo är en mosaik av jordbruksmark och naturlig växtlighet. Runt Rio São Jerônimo är det ganska glesbefolkat, med 26 invånare per kvadratkilometer.